# بيلاش أندير
بيلاش أندير هو سياسي مجري، ولد في 11 ديسمبر 1976 في ناجاتاد في المجر. نشط حزبياً في يوبيك. في الانتخابات البرلمانية المجرية 2014 ‏، انتخب عضو الجمعية الوطنية المجرية ‏ وقد انضم خلال فترته النيابية ‏ (6 مايو 2014 – ) للكتلة البرلمانية يوبيك.